# Huntza
Huntza era un grupo euskaldun, surgido en Bilbao. El término Huntza que daba nombre al grupo es un vocablo vasco que significa «hiedra».

## Historia del grupo
El grupo Huntza se creó en las calles de Bilbao en 2014. Se fueron conociendo y formando el grupo en los jueves de trikipoteo universitario de Bilbao. Todos los componentes del grupo proceden, sin embargo, de diferentes pueblos de Guipúzcoa. 
La primera aparición del grupo fue el 8 de marzo de 2016, presentando la canción “Harro gaude”. En este trabajo homenajearon a las primeras mujeres que dieron el paso de subir al escenario, abriendo la puerta así a los conciertos que no pararían de llegar. En noviembre de 2016 publicaron la canción Aldapan gora.
En 2017 iniciaron el disco Lumak con dos canciones, y las ganancias fueron destinadas a la Asociación de Padres de Niños de Oncología.
El 13 de noviembre de 2018 presentaron la carátula del nuevo disco titulado Xilema y además presentaron su primer single del disco bajo el título Lasai, lasai que fue emitido en la radio de Euskal Telebista en el programa DIDA de Gaztea! y en los informativos del canal principal fue presentado su videoclip.
El 23 de febrero de 2023 anunciaron que se tomarán una pausa indefinida a partir de 2024, anunciando un concierto de despedida ‘Azkena balitz bezala’ / ‘Como si fuera el último‘ el 3 de febrero de 2024 en el Bilbao Arena de Miribilla.

## Éxito deAldapan gora
En noviembre de 2016, Huntza publicó la canción Aldapan gora, que fue todo un éxito. Durante meses estuvo número uno en varias listas musicales, y a principios de 2018 se convirtió en el videoclip en euskera más visto de YouTube teniendo más de 2 millones de visitas.

## Componentes
- Josune Arakistain Salas (Lastur), trikitixa y voz
- Uxue Amonarriz Zubiondo (Hernani), pandero y voz
- Aitor Huizi Izagirre (Hernani), violín
- Aitzol Eskisabel Ruiz (Ataun), guitarra eléctrica y acústica
- Inhar Eskisabel Ruiz  (Ataun), bajo
- Peru Altube Kazalis (Mondragón), batería

## Discografía
- Ertzetatik (2016)
  - Iñundik iñoare
  - Kalabazak
  - Aldapan gora
  - Ipuinetan
  - Zarako apretak
  - Herri Unibertsitatea
  - Hautsetatik
  - Gauerdiko biolinak
  - Gaztetxeak bizirik
  - Harro gaude
  - Beste bat
  - Parent(h)esiak

- Lumak (2017)
  - Elurretan
  - Zer izan (feat. Mafalda, Tremenda Jauría)

- Xilema (2018)
  - Deabruak gara
  - Lasai,lasai
  - Zelatari
  - Promesetan
  - Imajina
  - Buruz behera
  - Olatu bat
  - Arin-arina?
  - Ilusioz bete

- Ezin ezer espero (2021)
  - Odoletan
  - 17:21 (feat. Julieta Venegas)
  - Izan nahi dut
  - Haizeak (feat. Doctor Prats)
  - Poema nekatu bat
  - Punta punte bi
  - Damutu asko
  - Agur itaka